# Kuummiut
Kuummiut är en bygd i Sermersooqs kommun i före detta amtet Tunu, Grönland. Den har cirka 431 invånare, och är därmed den tredje största bygden i Grönland.